# Pręgowiórka
Pręgowiórka (Funisciurus) – rodzaj ssaków z podrodziny afrowiórek (Xerinae) w obrębie rodziny wiewiórkowatych (Sciuridae).

## Rozmieszczenie geograficzne
Rodzaj obejmuje gatunki występujące w Afryce.

## Morfologia
Długość ciała (bez ogona) 161,5–250,5 mm, długość ogona 135,4–230 mm; masa ciała 107,1–271,4 g.

## Systematyka
Rodzaj zdefiniował w 1880 roku francuski zoolog Édouard Louis Trouessart w artykule zatytułowanym Rewizja rodzaju wiewiórka (Sciurus), opublikowanym w czasopiśmie „Le Naturaliste”. Gatunkiem typowym jest (oznaczenie monotypowe) pręgowiórka dżunglowa (F. isabella).

### Etymologia
Funisciurus: łac. funis ‘lina’; rodzaj Sciurus Linnaeus, 1758 (wiewiórka).

### Podział systematyczny
Do rodzaju należą następujące gatunki:
| Grafika | Gatunek                 | Autor i rok opisu       | Nazwa zwyczajowa         | Podgatunki         | Rozmieszczenie geograficzne | Podstawowe wymiary                                 | Status IUCN |
| ------- | ----------------------- | ----------------------- | ------------------------ | ------------------ | --- | -------------------------------------------------- | ----------- |
|         | Funisciurus pyrropus    | (F. Cuvier, 1833)       | pręgowiórka ognistostopa | 9 podgatunków      | rozłącznie w 4 głównych obszarach w Afryce Zachodniej i Środkowej, od Gambii na wschód do Ugandy i Rwandy, na południe do Angoli; zakres wysokości: 0–1650 m n.p.m.                                                          | DC: 19,1–19,3 cm DO: 14,5–15,1 cm MC: 225–240 g    | LC          |
|         | Funisciurus substriatus | de Winton, 1899         | pręgowiórka benińska     | gatunek monotypowy | południowo-wschodnie Burkina Faso, skrajnie południowy Niger, Ghana, Togo i Benin; być może skrajnie zachodnia Nigeria | DC: 16,1–16,5 cm DO: około 15,5 cm MC: około 186 g | DD          |
|         | Funisciurus leucogenys  | (G.R. Waterhouse, 1842) | pręgowiórka rdzawolica   | 3 podgatunki       | od południowo-wschodniej Ghany (na wschód od Kotliny Wolty) do południowo-zachodniej Środkowoafrykańskiej (górny bieg rzeki Sangha) i Gwinei Równikowej (wraz z wyspą Bioko)                                                 | DC: 20–21 cm DO: 14,7–14,9 cm MC: 252–271 g        | LC          |
|         | Funisciurus anerythrus  | (O. Thomas, 1890)       | pręgowiórka samotna      | 4 podgatunki       | Afryka Zachodnia w Beninie i Nigerii, Afryka Środkowa od Kamerunu i południowego Czadu na wschód do Ugandy, na południe do Angoli (Kabinda) i większości Kotliny Konga                                                       | DC: 17,2–17,7 cm DO: 16,6–16,7 cm MC: około 218 g  | LC          |
|         | Funisciurus isabella    | (J.E. Gray, 1862)       | pręgowiórka dżunglowa    | gatunek monotypowy | zachodnio-środkowa Afryka od wyżyn zachodniego Kamerunu do zachodniej Republiki Środkowoafrykańskiej, na południe do środkowego Gabonu i zachodniego Konga (zapisy we wschodniej części); zakres wysokości: do 2100 m n.p.m. | DC: 16,1–16,5 cm DO: 14,9–16,1 cm MC: około 107 g  | LC          |
|         | Funisciurus lemniscatus | (Le Conte, 1857)        | pręgowiórka wstęgowa     | 2 podgatunki       | środkowy Kamerun, Gabon, zachodnie Kongo, skrajnie południowo-zachodnia Demokratyczna Republika Konga i północno-zachodnia Angola (Kabinda)                                                                                  | DC: 16,8–17,1 cm DO: 13,5–13,6 cm MC: około 141 g  | LC          |
|         | Funisciurus congicus    | (Kuhl, 1820)            | pręgowiórka skalna       | gatunek monotypowy | Demokratyczna Republika Konga (na południe od rzeki Kongo), zachodnia Angola i północno-zachodnia Namibia | DC: 16–17,4 cm DO: 16,1–16,2 cm MC: około 111 g    | LC          |
|         | Funisciurus carruthersi | O. Thomas, 1906         | pręgowiórka górska       | 4 podgatunki       | góry Wielkiego Rowu Zachodniego (Demokratyczna Republika Konga, Uganda, Rwanda i Burundi); zakres wysokości: powyżej 1500 m n.p.m.                                                                                           | DC: 21–22 cm DO: 18,9–19 cm MC: około 268 g        | LC          |
|         | Funisciurus duchaillui  | Sanborn, 1953           | pręgowiórka gabońska     | gatunek monotypowy | endemit Gambii: pomiędzy rzekami Ogowe a Ngounié | DC: 18,5–21 cm DO: 19–23 cm MC: 195–205 g          | DD          |
|         | Funisciurus bayonii     | (du Bocage, 1890)       | pręgowiórka sawannowa    | gatunek monotypowy | Afryka Środkowa, od południowej Demokratycznej Republiki Konga do północno-wschodniej Angoli | DC: 18,4–25 cm DO: 19,9–20 cm MC: około 135 g      | DD          |

Kategorie IUCN:  LC  – gatunek najmniejszej troski,  DD  – gatunki o nieokreślonym stopniu zagrożenia.